# Sturmia bella
Sturmia bella là một loài ruồi trong họ Tachinidae.